# NGC 4440
NGC 4440 ist eine Balken-Spiralgalaxie vom Hubble-Typ SB(rs)a im Sternbild Jungfrau am Nordsternhimmel, die schätzungsweise 30 Millionen Lichtjahre von der Milchstraße entfernt ist. Sie bildet mit NGC 4431 und NGC 4436 ein optisches Trio und ist Teil des Virgo-Galaxienhaufens.
Das Objekt wurde am 17. April 1784 vom deutsch-britischen Astronomen Wilhelm Herschel entdeckt.